# Scaphoideus rubroguttatus
Scaphoideus rubroguttatus är en insektsart som beskrevs av Matsumura 1914. Scaphoideus rubroguttatus ingår i släktet Scaphoideus och familjen dvärgstritar. Inga underarter finns listade i Catalogue of Life.